# Kike García
Enrique García Martínez (Motilla del Palancar, Cuenca, 25 de noviembre de 1989), más conocido como Kike García, es un futbolista español. Juega de delantero en el R. C. D. Espanyol de la Primera División de España.

## Trayectoria
Natural de Motilla del Palancar (Cuenca). Perteneció a las categorías inferiores del Motilla CF, pasó a jugar en el Juvenil Nacional de Quintanar del Rey (Cuenca), donde seguidamente fichó por el Real Murcia. Debutó en Segunda División en la temporada 2008-09 en el partido Real Murcia 2-2 Celta de Vigo. Su primer gol con el primer equipo lo consiguió el 13 de junio de 2009, donde el Real Murcia ganó 2-1 contra el UD Salamanca.
En la temporada 2009-10 descendió a 2.ª B con el Real Murcia, pero la dirección técnica del conjunto murciano decidió apostar por el conquense para regresar a la Segunda División.
En la temporada 2010-11 aunque partió como suplente, se consolidó como pieza indispensable del Real Murcia que terminaría logrando el ascenso a la Segunda División, saliendo campeón absoluto de la categoría.
En la temporada 2011-12 Kike era la gran apuesta para ocupar la posición de delantero, pero en el partido en el Estadio Martínez Valero frente al Elche C. F. sufrió una lesión que le mantendría toda la temporada en la enfermería.
Al término de la temporada 2013-14, el Real Murcia vendió a Kike al Middlesbrough F. C. por 3 500 000 euros. Había finalizado el ejercicio marcando 23 goles y quedando tercero empatado con el segundo en el puesto de pichichi. En enero de 2016, fichó por la Sociedad Deportiva Eibar, pero no pudo ser inscrito por LaLiga, al llegar tarde su ficha. En el equipo eibarrés se consolidó como un jugador importante y fue uno de los principales goleadores del cuadro guipuzcoano.
El 1 de mayo de 2021, al marcar su primer "hat-trick" en Primera División en un partido ante el Alavés (3-0), se convirtió en el primer jugador del Eibar en marcar un "hat-trick" en Primera División, el primer jugador en hacerlo en Ipurua y en el máximo goleador del Eibar en LaLiga.
 No obstante el club desciende al final de temporada.
El 25 de mayo de 2021 se confirmó su fichaje por tres temporadas con el Club Atlético Osasuna, club al cual llegó con la carta de libertad. Jugó 79 partidos en los que anotó 13 goles, cinco de ellos en la Copa del Rey 2022-23 de la que fue máximo goleador.
El 13 de agosto de 2023 se anunció su salida del club navarro tras ser traspasado al Deportivo Alavés, con el que firmó hasta 2025. En su segunda campaña consiguió trece goles, su mejor registro en Primera División, y al finalizar su contrato se unió al R. C. D. Espanyol.

## Selección nacional
Formó parte del equipo español que obtuvo la medalla de oro en los XVI Juegos del Mediterráneo, que se disputaron en Italia en 2009, así como también participó en el Mundial sub-20 de Egipto 2009, anotando 2 goles.

## Clubes
| Club                              | Temporada     | Div.          | Liga  | Liga  | copas nacionales | copas nacionales | Total | Total | Media Goleadora |
| Club                              | Temporada     | Div.          | Part. | Goles | Part.            | Goles            | Part. | Goles | Media Goleadora |
| --------------------------------- | ------------- | ------------- | ----- | ----- | ---------------- | ---------------- | ----- | ----- | --------------- |
| Real Murcia Imperial C. F. España | 2007-08       | 2.ª B         | 34    | 8     | 0                | 0                | 34    | 8     | 0.24            |
| Real Murcia Imperial C. F. España | Total         | Total         | 34    | 8     | 0                | 0                | 34    | 8     | 0.24            |
| Real Murcia C. F. España          | 2008-09       | 2.ª           | 4     | 1     | 0                | 0                | 4     | 1     | 0.25            |
| Real Murcia C. F. España          | 2009-10       | 2.ª           | 30    | 3     | 2                | 0                | 32    | 3     | 0.09            |
| Real Murcia C. F. España          | 2010-11       | 2.ª B         | 34    | 12    | 4                | 1                | 38    | 13    | 0.34            |
| Real Murcia C. F. España          | 2011-12       | 2.ª           | 2     | 1     | 0                | 0                | 2     | 1     | 0.50            |
| Real Murcia C. F. España          | 2012-13       | 2.ª           | 36    | 8     | 0                | 0                | 36    | 8     | 0.22            |
| Real Murcia C. F. España          | 2013-14       | 2.ª           | 43    | 23    | 1                | 0                | 44    | 23    | 0.52            |
| Real Murcia C. F. España          | Total         | Total         | 149   | 48    | 7                | 1                | 156   | 49    | 0.31            |
| Middlesbrough F. C. Inglaterra    | 2014-15       | 2.ª           | 45    | 10    | 6                | 2                | 51    | 12    | 0.23            |
| Middlesbrough F. C. Inglaterra    | 2015-16       | 2.ª           | 19    | 4     | 5                | 0                | 24    | 4     | 0.16            |
| Middlesbrough F. C. Inglaterra    | Total         | Total         | 64    | 14    | 11               | 2                | 75    | 16    | 0.21            |
| S. D. Eibar España                | 2016-17       | 1.ª           | 24    | 7     | 3                | 2                | 27    | 9     | 0.33            |
| S. D. Eibar España                | 2017-18       | 1.ª           | 35    | 8     | 2                | 0                | 37    | 8     | 0.21            |
| S. D. Eibar España                | 2018-19       | 1.ª           | 30    | 3     | 1                | 0                | 31    | 3     | 0.09            |
| S. D. Eibar España                | 2019-20       | 1.ª           | 27    | 5     | 0                | 0                | 27    | 5     | 0.18            |
| S. D. Eibar España                | 2020-21       | 1.ª           | 37    | 12    | 1                | 0                | 38    | 12    | 0.31            |
| S. D. Eibar España                | Total         | Total         | 153   | 35    | 7                | 2                | 160   | 37    | 0.23            |
| C. A. Osasuna España              | 2021-22       | 1.ª           | 33    | 5     | 3                | 1                | 36    | 6     | 0.16            |
| C. A. Osasuna España              | 2022-23       | 1.ª           | 35    | 2     | 8                | 5                | 43    | 7     | 0.16            |
| C. A. Osasuna España              | Total         | Total         | 68    | 7     | 11               | 6                | 79    | 13    | 0.17            |
| Deportivo Alavés España           | 2023-24       | 1.ª           | 33    | 3     | 2                | 0                | 35    | 3     | 0.09            |
| Deportivo Alavés España           | 2024-25       | 1.ª           | 35    | 13    | 1                | 2                | 36    | 15    | 0.33            |
| Deportivo Alavés España           | Total         | Total         | 68    | 16    | 3                | 0                | 71    | 18    | 0.11            |
|                                   |               |               |       |       |                  |                  |       |       |                 |
| Total carrera                     | Total carrera | Total carrera | 536   | 128   | 39               | 11               | 559   | 141   | 0.23            |

### Hat-tricks
| Partidos en los que anotó tres o más goles | Partidos en los que anotó tres o más goles | Partidos en los que anotó tres o más goles | Partidos en los que anotó tres o más goles | Partidos en los que anotó tres o más goles | Partidos en los que anotó tres o más goles | Partidos en los que anotó tres o más goles | Partidos en los que anotó tres o más goles |
| #                                          | Fecha                                      | Lugar                                      | Equipo                                     | Rival                                      | Goles                                      | Resultado                                  | Competición                                |
| ------------------------------------------ | ------------------------------------------ | ------------------------------------------ | ------------------------------------------ | ------------------------------------------ | ------------------------------------------ | ------------------------------------------ | ------------------------------------------ |
| 1                                          | 1 de mayo de 2021                          | Municipal de Ipurúa, Éibar                 | S. D. Eibar                                | Deportivo Alavés                           | Gol · Gol · Gol                            | 3 - 0                                      | Primera División 2020-21                   |
| 2                                          | 18 de enero de 2025                        | Benito Villamarín, Sevilla                 | Deportivo Alavés                           | Real Betis Balompié                        | Gol · Gol · Gol                            | 3 - 1                                      | Primera División 2024-25                   |

## Palmarés

### Títulos nacionales
| Título                       | Club              | País   | Año     |
| ---------------------------- | ----------------- | ------ | ------- |
| Segunda División B de España | Real Murcia C. F. | España | 2010-11 |

### Títulos internacionales
| Título               | Selección     | Año  |
| -------------------- | ------------- | ---- |
| Juegos Mediterráneos | España sub-20 | 2009 |